# Karin Eriksson (journalist, född 1971)

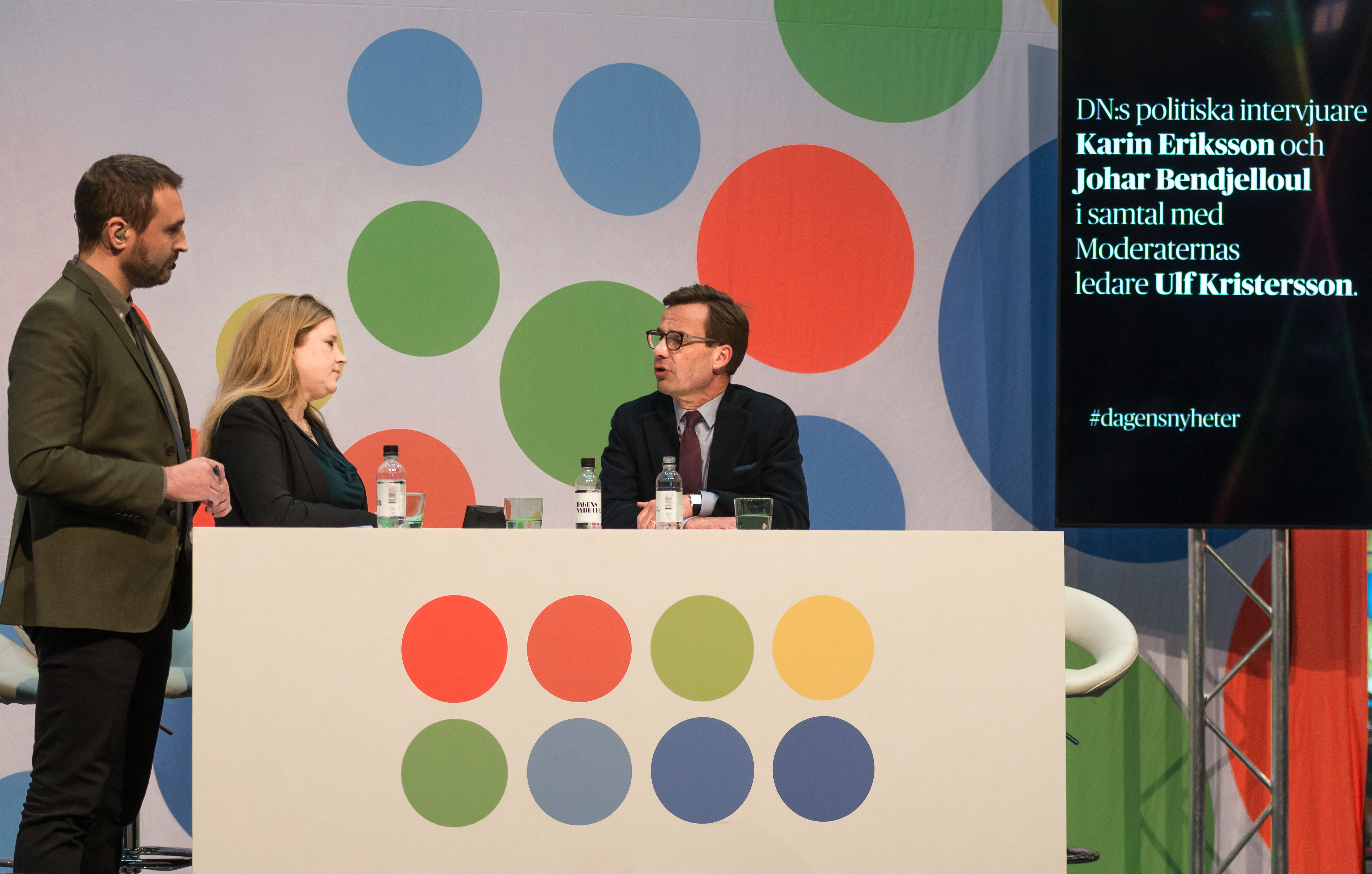
Karin Eriksson och Johar Bendjelloul intervjuar Ulf Kristersson på Centralstationen i Stockholm inför riksdagsvalet 2018.

Karin Eriksson, född 19 juli 1971 i Rödeby, Karlskrona kommun, är en svensk journalist. Hon arbetar som politisk reporter och är sedan 2021 USA-korrespondent för Dagens Nyheter.

## Biografi
Karin Eriksson tog examen från JMG vid Göteborgs universitet 1994 och arbetade därefter som reporter på Blekinge Läns Tidning. Åren 1996-1998 studerade hon internationella relationer vid London School of Economics and Political Science. Från sommaren 1998 anställd som reporter på dagstidningen Sydsvenskan. År 2007 kom hon till Expressen som politisk reporter och verkade där fram till 2011. Under en kortare period som frilans skrev hon för veckomagasinet Fokus och Sydsvenskan.
Åren 2011 till 2013 var hon inrikespolitisk reporter på Godmorgon, världen! och Sveriges Radios Ekot. 2014 kom hon till Dagens Nyheter som politisk reporter. I januari 2021 tillträdde hon tjänsten som Dagens Nyheters USA-korrespondent i Washington, D.C.

### Familj
Karin Eriksson är gift med journalisten Göran Eriksson. Han var tidigare inrikespolitisk analytiker på Svenska Dagbladet och är numera stationerad i Washington för samma tidning.